# 西戸崎シーサイドカントリークラブ
西戸崎シーサイドカントリークラブ(さいとざきSSCC) は、福岡県福岡市東区志賀島の手前に位置する、玄界灘を望む海辺のゴルフ場。18ホール。

## 概要
コースは、距離は短め、フラットながらフェアウエイは狭く、青松が密集しヤシの木が点在する。
キャディが全くいない、日本では珍しい完全セルフ制。個々人が手引きカートを引いてのプレイを基本とする。（乗用カートもオプションとして予約可能）
メンバー（会員）もいるが、「気軽にゴルフを楽しんでもらいたい」というコンセプトのもと、ビジターのみからの予約も受け付けている。（メンバーは2箇月前から、ビジターは50日前から予約可）
姉妹コースに大岳ショートコースがある。

## アクセス
- 福岡市の中心部からも福岡都市高速道路の利用で約30分。
- 九州旅客鉄道（JR九州）香椎線（海の中道線）西戸崎駅からバスまたはタクシー。